# Triazolam
Triazolam är en kemisk förening med summaformeln C17H12Cl2N4. Ämnet är ett ångestdämpande och lugnande preparat som tillhör gruppen bensodiazepiner. Preparatet används främst som sömnmedel och är till karaktär snabbt insättande och har endast kort halveringstid vilket minimerar risker för morgonpåverkan. I denna bemärkelse var triazolam jämte zaleplon - som avregistrerades i mitten på 2010-talet - unika bland denna typ av sömnmedel.   
Risk för tillvänjning föreligger. Substansen är narkotikaklassad och ingår i förteckning P IV i 1971 års psykotropkonvention, samt i förteckning IV i Sverige.
Dumex producerade tidigare tabletter med triazolam som verksamt ämne på 0,2mg under namnet Dumazopam'" men de utgick i Sverige år 1994. 
2017 utgick Halcion 0,125 mg från svenska marknaden vilken var den sista varianten som marknadsfördes. Men  medicinen förekommer fortfarande som licensläkemedel i Sverige.

Strukturformel för triazolam.